# Malkah Rabell
Malkah Rabell, geborene Regina Rosa Rabinowitz Companiez (* 29. Oktober 1918 in Warschau, Polen; † 25. Juni 2001 in Mexiko-Stadt), war eine in Mexiko lebende polnische Theaterkritikerin, Romanautorin und Schriftstellerin sowie Übersetzerin.

## Leben
Sie war die Tochter des jüdischen polnischen Regisseurs Leon Rabinowitz und dessen Ehefrau, der Operettenschauspielerin Betty Rabinowitz. 1937 kam sie mit ihren Eltern über Frankreich und Belgien nach Mexiko, wo sie ihr Abitur beendete. Im Anschluss nahm sie ein Chemiestudium an der Universität Mexiko-Stadt auf. Schon bald wechselte sie jedoch an die Philosophische Fakultät.
Zwischen 1943/46 und 1958 lebte sie mit ihrem Ehemann in Argentinien, bevor sie wieder nach Mexiko zurückkehrte, wo sie bis zu ihrem Tod als freischaffende Schriftstellerin sowie als Theaterkritikerin und Kulturjournalistin arbeitete. Sie schrieb nicht nur über Theater, sondern auch über Tanz, Musik, mexikanische Plastik und Biographien verschiedener Schriftsteller, Musiker und Philosophen in Mexiko und Argentinien.
Ihr Erstlingswerk, die 1945 erschienene Novellensammlung En el umbral de los ghettos, widmete sie den Internationalen Brigaden des Spanischen Bürgerkrieges, für die ihr Ehemann Juan Goldstraj als Chirurg gearbeitet hatte.
Sie arbeitete auch als Übersetzerin.

## Werke (Auswahl)
- En el umbral de los ghettos. Prólogo de José Revueltas, Mexiko 1945.
- Tormenta sobre el Plata, Buenos Aires 1957.
- Sociología y destino del teatro. Hacia un teatro humanista. Jean Richard Bloch. Traducción del francés Malkah Rabell, Buenos Aires, 1957.
- Teatro: construcción dramática. Actuación. Dirección. Escenografía. Iluminación. Estilos. Crítica teatral. Naftole Bujvald. Traducción del yiddish, Malkah Rabell, Buenos Aires 1959.
- El niño que cantaba bien. Fragmento publicado en Tribuna Israelita, Año XXI. No. 255, Mexiko 1965.

## Familie
Malkah Rabell war die zweite Ehefrau des argentinischen Mediziners, Chirurgen, Schriftstellers und Übersetzers Juan Goldstraj. Ihre Schwester war die polnische Dichterin Fanny Rabel, die als Künstlerin Kontakte zu Frieda Kahlo, Diego Rivera und anderen Personen pflegte.